# Ford Vedette
La Ford Vedette è un'autovettura di fascia alta prodotta dal 1948 al 1954 dalla casa automobilistica franco-statunitense Ford SAF.

## Storia e profilo

### Genesi del modello
La gestazione della Ford Vedette fu lunga e travagliata e si snodò tra la due sponde dell'Oceano Atlantico, data la duplice paternità della Ford SAF stessa. L'idea di base nacque a Detroit, dove già dal 1938 nei corridoi del quartier generale della Ford statunitense cominciarono a circolare voci sulla possibilità di costruire una vettura "compatta" (per gli standard d'oltreoceano) in grado di soddisfare una più ampia fetta di clientela. Le eredi della Model A di dieci anni prima, infatti, si erano evolute crescendo di dimensioni fino a non poter più costituire una vera e propria versione di base. Pertanto si cominciarono a vagliare gli sbocchi commerciali offerti da un modello di dimensioni più compatte. Il progetto, denominato 92A e affidato ad Eugène Farkas, si risolverà dopo pochi abbozzi in un nulla di fatto e verrà in breve tempo cancellato dai programmi della Ford.
Il 15 dicembre 1943 Henry Ford II prese in mano le redini dell'impero industriale di Detroit e dal 1944 cominciò a riconsiderare la possibilità di una compatta. Tali idee maturarono nella mente di Ford in un periodo in cui tutte le case automobilistiche mondiali si erano convertite alla produzione bellica, Ford compresa. Ma il nipote dello "storico" Henry Ford volle guardare avanti, a quando il sanguinoso conflitto avrebbe avuto termine, e avviò il nuovo progetto. Tra le particolarità tecniche venne proposta anche quella scocca portante che negli ultimi dieci anni aveva conosciuto una rilevante notorietà. Alla fine venne però scartata per l'impossibilità da parte della Ford di adeguare le proprie linee di montaggio a costi ragionevoli. Nel frattempo, l'allora direttore del design Ford, Eugene T. Gregorie, realizzò un modellino in scala 1/4 che potesse rendere l'idea del tipo di vettura che si aveva intenzione di realizzare. Nel luglio del 1944, la notizia trapelò prematuramente e ad agosto comparvero già i primi scoop giornalistici che costrinsero la direzione delle vendite ad ammettere che l'esistenza del progetto. Per questo, nel mese di settembre del 1944 venne tenuta una conferenza stampa in cui Henry Ford II dichiarò ufficialmente la volontà della Casa americana di lanciare una vettura compatta da circa due metri e mezzo di passo e caratterizzato da un razionale sfruttamento dello spazio interno. Qualche giorno prima della conferenza stampa, fu avviata la realizzazione di un prototipo da 2.48 m di interasse. Nell'inverno seguente, vennero realizzati sette prototipi con tre diverse varianti di carrozzeria (berlina due porte, berlina quattro porte e coupé). Tali prototipi montavano diversi motori, a 4, a 5 e a 6 cilindri, differenti anche nel tipo di raffreddamento e nei materiali con cui erano realizzati. La Ford stava investendo molte risorse economiche in questo progetto e ancora non si sapeva dove avrebbe portato, come testimoniano le differenti unità motrici proposte. Per di più, durante i primi mesi del 1945, venne proposto anche il classico V8 Ford. Alla fine fu proprio quest'ultimo a prevalere nelle preferenze del direttivo della Casa di Detroit. Ma le risorse disponibili per il progetto stavano rapidamente esaurendosi, tanto che i vertici Ford stavano seriamente pensando di far terminare nuovamente il progetto in un nulla di fatto.
Fu a questo punto che nella storia si inserì la Ford SAF, divisione francese del colosso statunitense, nata nel 1940 dall'estinzione del marchio Matford. La giovane Casa, con sede a Poissy, aveva ripreso la produzione automobilistica al termine della guerra proponendo la 472A, praticamente una Matford F92 leggermente ristilizzata. Maurice Dollfus, patron della Ford SAF, si rese conto di non poter risollevare le sorti della Casa basandosi su un solo modello di concezione antiquata e intraprese un viaggio negli Stati Uniti, presso la Ford di Detroit, dove ebbe modo di scoprire il progetto a cui si stava lavorando e che rischiava di essere sospeso per mancanza di fondi. Durante i primi mesi del 1946, Dollfus tentò in tutti i modi di convincere la direzione di Dearborn a cedere il progetto alla Ford SAF, ma i vertici americani avevano ancora diversi dubbi sulla bontà stessa del progetto, dubbi alimentati dallo scarso gradimento dei concessionari Ford nei confronti dei prototipi. Come ultima strada si decise di riprendere il progetto avviando la realizzazione di due nuovi prototipi, uno a telaio separato, con passo da 2.84 m, e uno a scocca portante con passo da 2.69 m: l'obiettivo fu quello di realizzare una vettura entro la metà del 1947. Purtroppo un'altra incombenza rovinò i piani alla Ford Motor Company: la difficoltà nel reperire lamiera d'acciaio in quantità sufficiente ad assicurare il pieno svolgimento del progetto. Come conseguenza, il debutto della vettura venne rinviato al 1948, ma oramai i vertici Ford, spazientiti dai continui imprevisti e dagli ingenti investimenti, finirono con il disinteressarsi al progetto e preferirono cedere il progetto a Maurice Dollfus.
Ripreso in Francia, il progetto venne chiamato F492A e incontrò subito non poche difficoltà, la principale delle quali fu legata alle varie indecisioni e ripensamenti da parte dei vertici Ford statunitensi, che hanno reso difficoltoso la stessa "lettura" del progetto da parte della direzione della Ford SAF. Inoltre, fu necessario avvalersi di un carrozziere esterno poiché mancavano le strutture interne per costruire la vettura e un'eventualmente approvvigionamento di nuove attrezzature sarebbe risultato eccessivamente dispendioso. Fu la carrozzeria Chausson di Gennevilliers a rispondere alle richieste. Ma i problemi non finirono qui, perché il tempo e le risorse erano pochi, mentre la vettura assemblata in base al progetto rilevato dalla Ford SAF mostrava finiture di scarso livello, frenata approssimativa, motore con tendenza al surriscaldamento e telaio con scarsi valori di rigidezza.
Ma oramai non si poteva più rimandare e il mese di ottobre del 1948 la vettura venne presentata al Salone dell'automobile di Parigi.

### Debutto
La Vedette fu mostrata agli occhi dei visitatori della kermesse parigina, sistemata su un piano inclinato per dare un senso di movimento e di dinamicità alla vettura esposta. Va detto però che l'esemplare esposto era stato assemblato alla bell'e meglio per via delle ristrettezze economiche incombenti e per la mancanza del tempo sufficiente ad apportare le necessarie migliorie.

#### Caratteristiche

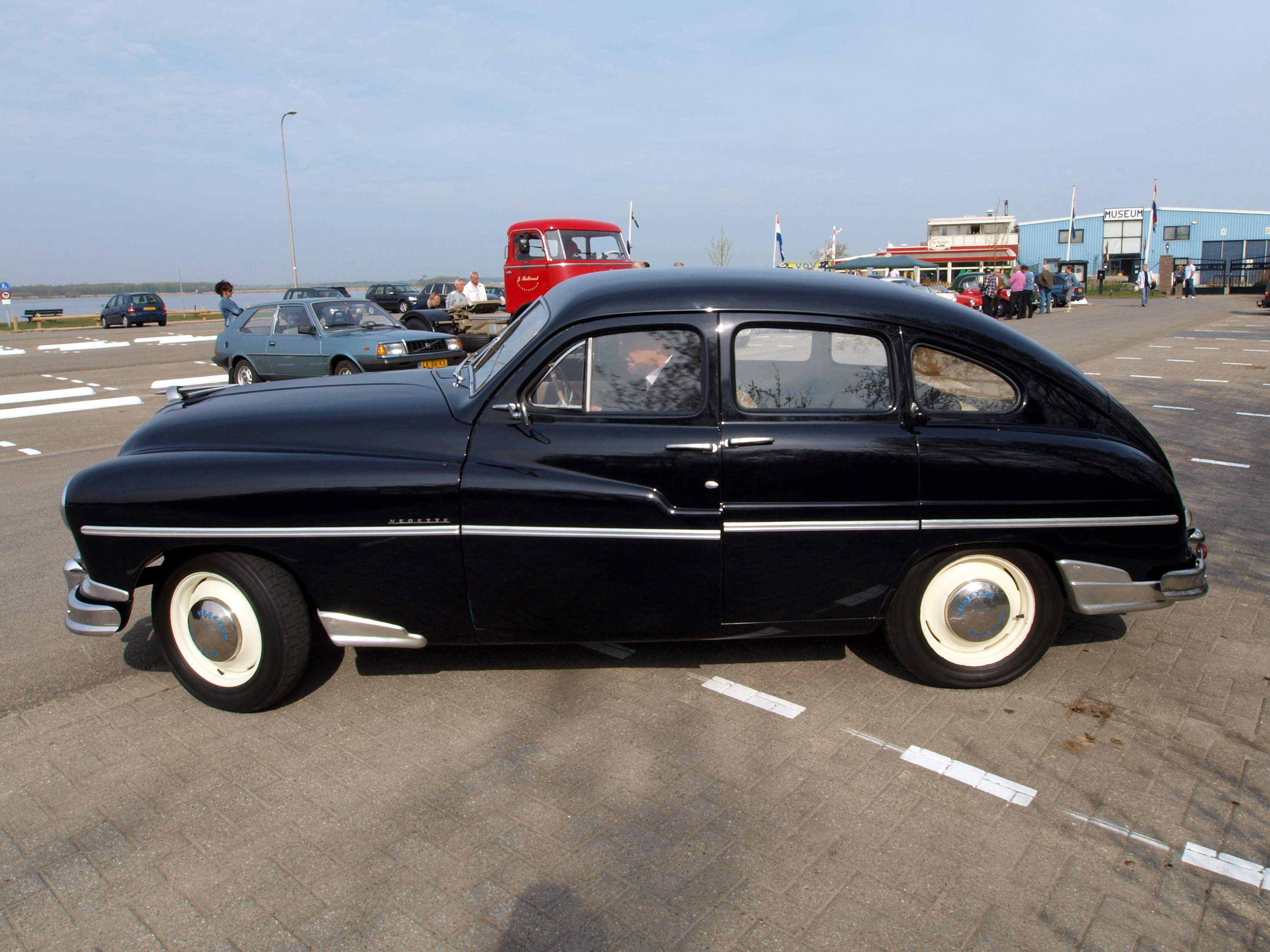
Vista laterale di una Vedette

Dal punto di vista estetico era caratterizzata da linee tipiche degli anni quaranta, linee che sul finire del decennio cominciavano ad essere un po' datate, poiché legate ancora agli stilemi più moderni della fine del decennio precedente. In generale, quindi, il corpo vettura proponeva una carrozzeria a due volumi dalle forme arrotondate, che ricordava da vicino quella delle Mercury dell'epoca. Il frontale era massiccio, fatto che penalizzava la penetrazione aerodinamica. Sempre il frontale sfoggiava fari tondi di generose dimensioni e una calandra attraversata da una grossa barra orizzontale in tinta con la carrozzeria, ma con inserti cromati che suggerivano l'immagine di una fila di "denti". Il parabrezza era in due pezzi, altro tratto stilistico un po' démodé. La vista laterale mostrava soprattutto l'andamento del padiglione che andava a raccordarsi armoniosamente con la parte posteriore formando una linea a semiarco; dalla fiancata erano inoltre visibili i parafanghi bombati che non nascondevano una certa tendenza alle linee "ponton", che stavano cominciando a diffondersi in quegli anni. Proprio la caratterizzazione "ponton" della fiancata, con la sua linea di cintura piuttosto alta, costituì una delle poche concessioni alla modernità per la Vedette. Infine, un altro tocco di originalità era dato dalle portiere posteriori che si aprivano controvento.
L'abitacolo mostrava finiture di scarso livello, ma il comfort era buono grazie alle due comode file di sedili che potevano ospitare fino a sei passeggeri, conducente compreso.
Anche per quanto riguarda la meccanica, la vettura era tradizionale, nascendo su un telaio a longheroni e traverse. Uno dei pochi aspetti moderni era nell'avantreno a ruote indipendenti e con molle elicoidali, che proponeva lo schema ideato da Earl S. MacPherson durante la sua esperienza alla General Motors e che prendeva il suo nome. Si trattava del primo avantreno MacPherson montato su una vettura di serie: l'unico precedente era quello della Chevrolet Cadet, la cui produzione, però, non fu mai avviata. Quanto al retrotreno, venne mantenuta la classica soluzione a balestre trasversali. Su entrambi gli assi erano presenti degli ammortizzatori idraulici telescopici. L'impianto frenante prevedeva quattro tamburi.
Piuttosto classica anche la scelta riguardante il motore, un V8 da 2158 cm³ che andò a sostituire il precedente motore di pari architettura, ma da 2225 cm³, rispetto al quale la nuova unità risultò inferiore nella tassazione fiscale francese, essendo da 12 CV fiscali anziché 13. Questo motore, appartenente alla famiglia dei cosiddetti motori V8 Flathead, come peraltro anche il suo predecessore, era in grado di erogare fino a 60 CV a 4000 giri/min. Tale potenza veniva scaricata sulle ruote posteriori per mezzo di un cambio manuale a 3 marce, delle quali la prima non era sincronizzata. In alternativa era possibile optare per un cambio elettromagnetico Cotal a quattro rapporti. In entrambi i casi, la velocità massima della vettura era di 130 km/h. I problemi di surriscaldamento che affliggevano il V8 sarebbero stati risolti poco tempo dopo la presentazione con il montaggio di un grosso radiatore da 15,7 litri d'acqua, una ventola a cinque pale e due pompe dell'acqua.

### Evoluzione

#### Prima serie

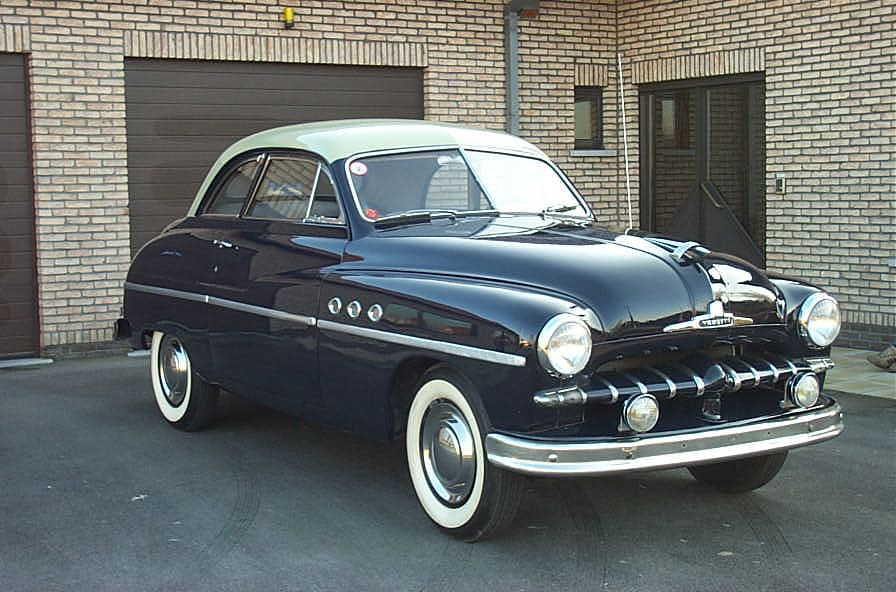
Una Ford Vedette Coupé

La produzione cominciò nello stabilimento di Poissy e, nel mese di marzo del 1949, la gamma si arricchì con l'arrivo della versione coupé, caratterizzata da un padiglione tagliato e da una coda più sporgente, quasi un terzo volume, sebbene di forma molto arrotondata e sfuggente. La linea rimaneva gradevole ed elegante, ma con una diversa personalità. Nel caso della coupé, l'abitabilità era per cinque persone anziché sei, e il peso complessivo della vettura era di circa venti chili in più rispetto alla berlina.
Nel mese di ottobre del 1949, vi fu un'altra nuova entrata, la versione cabriolet, presentata al Salone di Parigi. Molto elegante, fu prodotta a partire dal mese di aprile del 1950. Due mesi dopo la gamma usufruì di un aggiornamento strutturale: il vecchio telaio a longheroni e traverse lasciò il posto ad un nuovo telaio ad X, molto più affidabile dal punto di vista della rigidezza. L'arrivo del nuovo telaio impose un leggero ritocco alla carrozzeria, ma anche dal punto di vista del motore vi furono delle novità, rappresentate dall'aumento della potenza massima, passata da 60 a 66 CV. Per questo aggiornamento, il nuovo patron della Ford SAF, François Lehideux, individuò in totale 74 punti in cui intervenire per migliorare la qualità complessiva della vettura.
Nel marzo del 1951, vi furono significativi aggiornamenti per la strumentazione interna: un nuovo cruscotto dotato di sei pulsanti disposti a tre a tre su ognuno dei due lati del piantone dello sterzo, una leva del cambio più allungata, e divenne disponibile a richiesta l'autoradio, installabile sulla consolle centrale. Il mese successivo venne introdotto un nuovo accessorio di lusso: l'accendisigari che fuoriusciva non appena raggiungeva la temperatura adatta. Nello stesso anno la Vedette vide l'arrivo delle luci di retromarcia, di un vano portaoggetti con serratura, luci di cortesia, orologio, specchietto di cortesia e sottili linee cromate che andarono ad abbellire la fiancata.
Malgrado ciò gli esiti commerciali complessivi erano del tutto insufficienti a risanare le sorti di un'azienda che versava in cattive acque. Inoltre l'elevato consumo dei vecchi motori V8 della serie Aquilon costituiva un deterrente per le tasche della potenziale clientela. Fu così che tra i tentativi di riportare le vendite a livelli sostenibili si allargò la gamma proponendo versioni derivate adatte a più tipi di esigenze. Nel 1952 fu introdotta la Vedette Abeille, versione commerciale dotata di portellone posteriore apribile in due parti, in grado di offrire un vano di carico di due m³ e 500 kg di portata. In condizioni normali, era presente un divanetto posteriore che all'occorrenza poteva essere asportato mettendo la vettura nelle condizioni di poter accogliere i carichi massimi previsti. Il conservare le due portiere posteriori consentiva l'accesso laterale al carico. Meccanicamente, la Abeille era del tutto simile alle altre versioni della gamma: le uniche due differenze stavano nella diversa rapportatura del ponte posteriore e nelle sospensioni posteriori rinforzate per meglio reggere i carichi più gravosi cui la vettura era destinata. Sotto il profilo dell'allestimento era più spoglia e spartana, e mancavano sia la dotazione interna, sia gli abbellimenti cromati esterni (questi ultimi sarebbero comunque arrivati in un secondo momento). Dalla normale Abeille venne in seguito derivata anche la Vedette Abeille Medicale, destinata ad un utilizzo come ambulanza.

#### Seconda serie

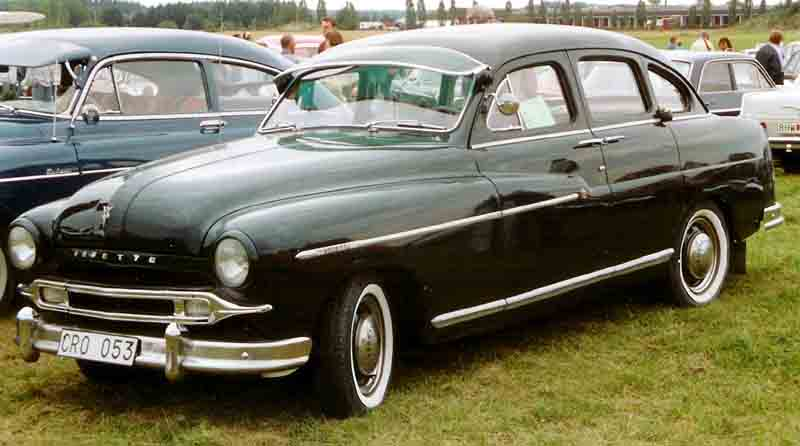
Una Vedette seconda serie

Già da 1952 la Vedette venne proposta in una nuova veste, del tutto inedita: per attualizzare in maniera decisa l'immagine della vettura, al Salone di Parigi venne presentata una nuova versione con carrozzeria a tre volumi che andò a sostituire la precedente, oramai troppo datata come stile. Oltre ad essere caratterizzata dalla presenza di un vano bagagli posteriore non più raccordato con il resto della carrozzeria, la nuova berlina proponeva un nuovo lunotto dalla superficie maggiorata, in modo da migliorare la visibilità posteriore. Anche anteriormente non mancarono novità, come il nuovo parabrezza in un sol pezzo, più attuale ed in linea con i tempi. La calandra abbandonò la soluzione a una barra provvista di "denti" cromati, in favore di una nuova soluzione a due barre corredate da fari antinebbia. Nel complesso, il corpo vettura risultò allungato di 17 cm, rispetto ai 4.50 metri della prima serie. Nell'abitacolo si assistette ad una leggera rivisitazione di plancia e cruscotto, mentre cambiarono i rivestimenti e le imbottiture dei sedili. Meccanicamente ricalcava la vecchia: una delle pochissime differenze stava nei nuovi freni anteriori a tamburo con diametro di 279 mm. Inoltre, vennero corrette anche alcune pecche del V8, in modo da renderlo più affidabile. Alla fine Lehideux credette talmente nell'affidabilità della vettura da garantire la meccanica per 50.000 km, una mossa commerciale a cui la concorrenza non aveva mai pensato. Per proporre una gamma più ampia, la Vedette venne anche proposta in un'inedita carrozzeria trasformabile, cioè la classica berlina ma con tetto in tela apribile.
L'entusiasmo era notevole presso il quartier generale di Poissy, ma una sorta di "colpo di Stato" interno, voluto dalla Ford di Detroit per ristrutturare le sorti economiche della sua filiale francese, ebbe come conseguenza le dimissioni di Lehideux a favore di Francis C. Reith, che dall'aprile 1953 divenne il nuovo CEO della Ford SAF.
Ma anche la Vedette così rinnovata faticò seriamente a trovare acquirenti in numero soddisfacente: probabilmente si pensò che lo scarso gradimento fosse legato all'immagine spartana conferita alla vettura con l'introduzione della versione Abeille.
Per questo motivo al Salone di Parigi del 1953 venne presentata la Vedette Vendôme, declinazione extra lussuosa dell'auto: oltre che nell'equipaggiamento, la Vendôme era immediatamente riconoscibile per l'abbondanza di cromature esterne, specialmente nella calandra dove era tornata alla soluzione a una sola barra, stavolta interamente cromata. La novità più grande stava sotto il cofano motore che alloggiava il nuovo V8 Mistral da 3923 cm³, in grado di erogare fino a 95 CV di potenza massima. Con una velocità massima di 145 km/h (contro i 130 delle versioni normali) e un'accelerazione da 0 a 100 km/h in 19 secondi (contro i 27 secondi), la Vendôme si impose subito come top di gamma, anche nel prezzo richiesto, che fu fissato a 1.148.500 franchi.
Meccanicamente, la nuova serie era analoga alla prima, ricalcando quindi le prestazioni della serie precedente.
Nel luglio del 1954, la Ford SAF fu rilevata dalla SIMCA che presentò al successivo Salone di Parigi la nuova Vedette con il marchio di Nanterre: la produzione a marchio Ford proseguì fino al mese di dicembre del 1954 per poi essere sostituito dal marchio Simca. Contemporaneamente, la Ford SAF cesserà la sua attività di costruttore.

### Attività sportiva
Sebbene fosse stata essenzialmente una paciosa vettura da famiglia, la Vedette ebbe anche dei trascorsi sportivi, per la verità abbastanza marginali, ma in qualche modo degni di nota. Per esempio, nel luglio del 1952 una versione con carrozzeria aerodinamica in alluminio, scocca tubolare e peso ridotto a 850 kg (a vuoto) stabilì due record su pista a Monthléry, la stessa pista che circa vent'anni prima fu testimone delle imprese della Citroën Rosalie. In seguito a questo exploit, Lehideux meditò di far partecipare una Vedette modificata alla successiva 24 Ore di Le Mans, ma la sua dipartita dalla Ford SAF, avvenuta alcuni mesi più tardi, cancellò tale programma.
Tra le altre competizioni sportive nelle quali la Vedette venne impiegata, vanno segnalate quelle dei privati, che le hanno utilizzate per alcuni rally disputati in Francia, come quello di Aix-en-Provence.